# Nemuro (zatoka)
Zatoka Nemuro (jap. 根室湾 Nemuro-wan) – zatoka morska, leżąca u wschodnich wybrzeży japońskiej wyspy Hokkaido, po północnej stronie półwyspu Nemuro. W części północno-zachodniej ograniczona jest przez półwysep Notsuke.

## Opis
Zatoka łączy się od północy z cieśniną (lub kanałem) Notsuke (ros. пролив Измены), stanowiącym najwęższą część Cieśniny Kunaszyrskiej (jap. Nemuro), która rozdziela należącą do Rosji wyspę Kunaszyr (jap. Kunashiri) i półwysep Shiretoko, łącząc się z Morzem Ochockim. 
Główne rzeki uchodzące do zatoki Nemuro to: Shunbetsu i Tokotan. Jedynym właściwie portem jest Nemuro położone po północnej stronie półwyspu o tej samej nazwie. Zimą zatoka i przystań zamarzają i są blokowane przez dryfujące kry z Morza Ochockiego. Region korzysta wówczas z portu Hanasaki, znajdującego się na południowym wybrzeżu półwyspu.
Na zachodnim wybrzeżu zatoki Nemuro utworzono w 1962 r. Prefekturalny Park Natury Notsuke-Fūren (野付風蓮道立自然公園 Notsuke-Fūren Dōritsu Shizen Kōen). Obejmuje on tereny w trójkącie miast Betsukai, Nemuro i Shibetsu. Jego dwa główne obszary to półwysep Notsuke i jezioro brachiczne (właściwie laguna) Fūren. 
Ciekawą formą geograficzną jest mierzeja o nazwie Shunkunitai, odcinająca zatokę Nemuro od jeziora Fūren. Ma ona około 8 km długości i około 1,3 km szerokości. Istnieje tam wiele form pokrycia terenu, jak: las pierwotny, łąki, mokradła, błota, wydmy piaszczyste, małe strumyki. Jednym z występujących tam drzew iglastych jest świerk z gatunku Picea glehnii. Drzewo to jest często hodowane i formowane jako bonsai. 
Obszar ten to wyjątkowo różnorodny ekosystem. Laguna jest miejscem odpoczynku na trasie przelotów ptaków migrujących. Występuje tam ok. 280 gatunków ptaków m.in.: łabędzie (symbol miasta Nemuro), gęsi, siewki, a także bielik zwyczajny (Haliaeetus albicilla), dzięcioł czarny (Dryocopus martius), puchacz japoński (Ketupa blakistoni).
Obszar jeziora Fūren i mierzei Shunkunitai został umieszczony na liście Konwencji ramsarskiej (ang. Ramsar Convention on Wetlands). Pełna nazwa: Konwencja o obszarach wodno-błotnych, mających znaczenie międzynarodowe, zwłaszcza jako środowisko życiowe ptactwa wodnego. Konwencja weszła w życie 21 grudnia 1975 roku.  

## Nazewnictwo geograficzne
Japońskie nazewnictwo oraz dwoistość nazw o zbliżonej fonetyce (np. jap. Kunashiri; ros. Kunaszyr; ajn. Kunasiru, Kunasir; dosł. 'czarna wyspa') regionu Hokkaido i Kuryli Południowych jest wynikiem późnej kolonizacji (dopiero od końca XVIII w.) tych terenów zarówno przez Japończyków, jak i Rosjan. W obu językach nakładano wymowę własną (w japońskim stosowano ponadto zapis pismem fonetycznym katakana jako słów obcych lub dopasowywano do zapisu znaki kanji w funkcji fonetycznej ateji) na oryginalne nazwy w języku Ajnów, którzy zamieszkiwali te tereny od tysięcy lat. 

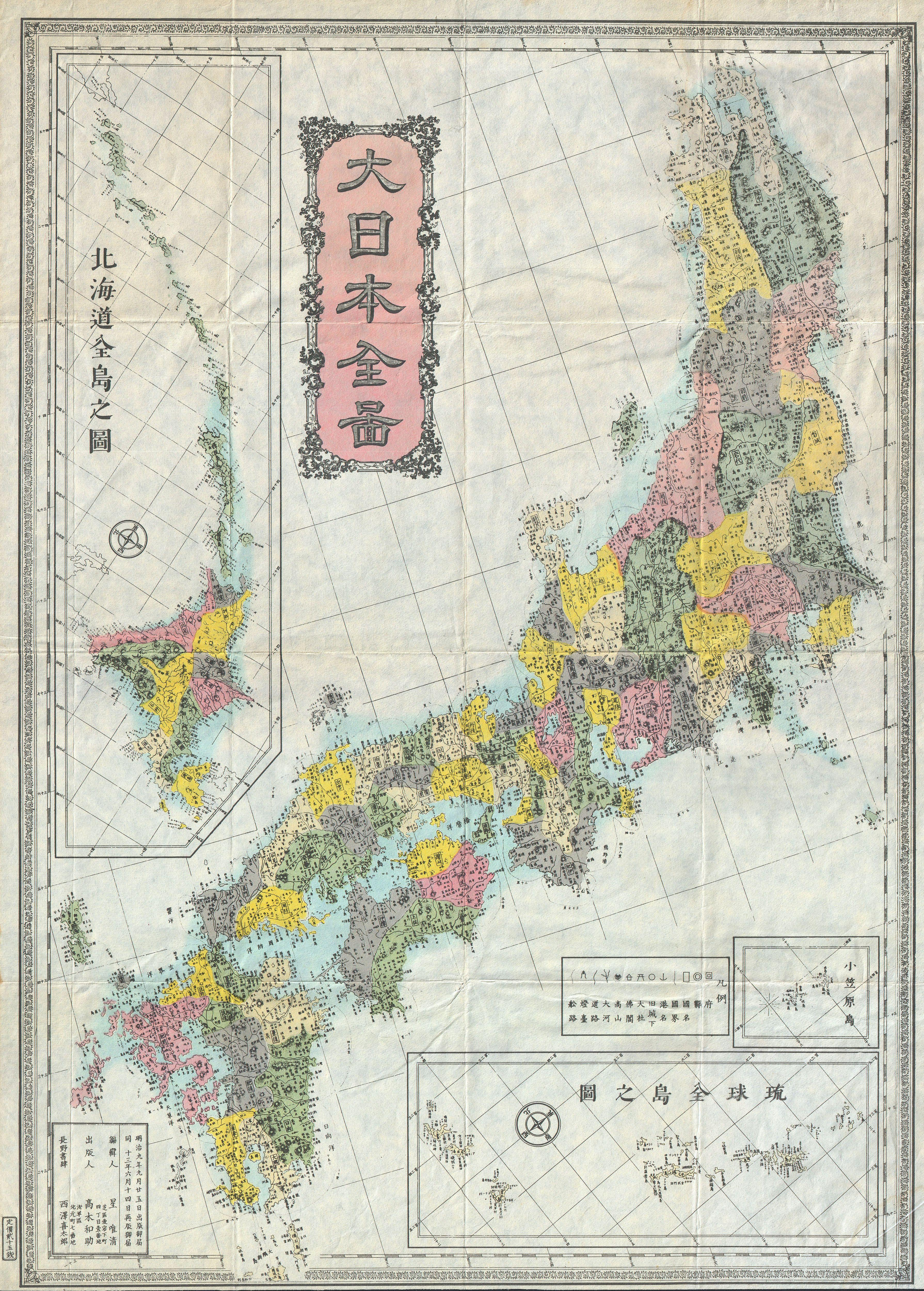
Mapa z końca XIX w. (liczne nazwy geograficzne na Hokkaido zapisane japońskim pismem fonetycznym w języku Ajnów)

## Galeria

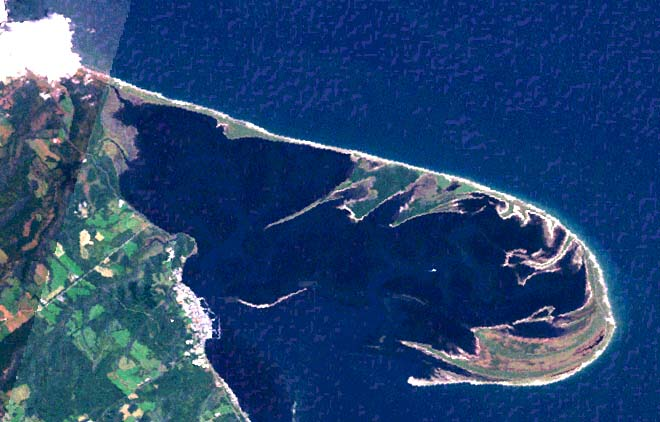
Półwysep Notsuke (z satelity Landsat)
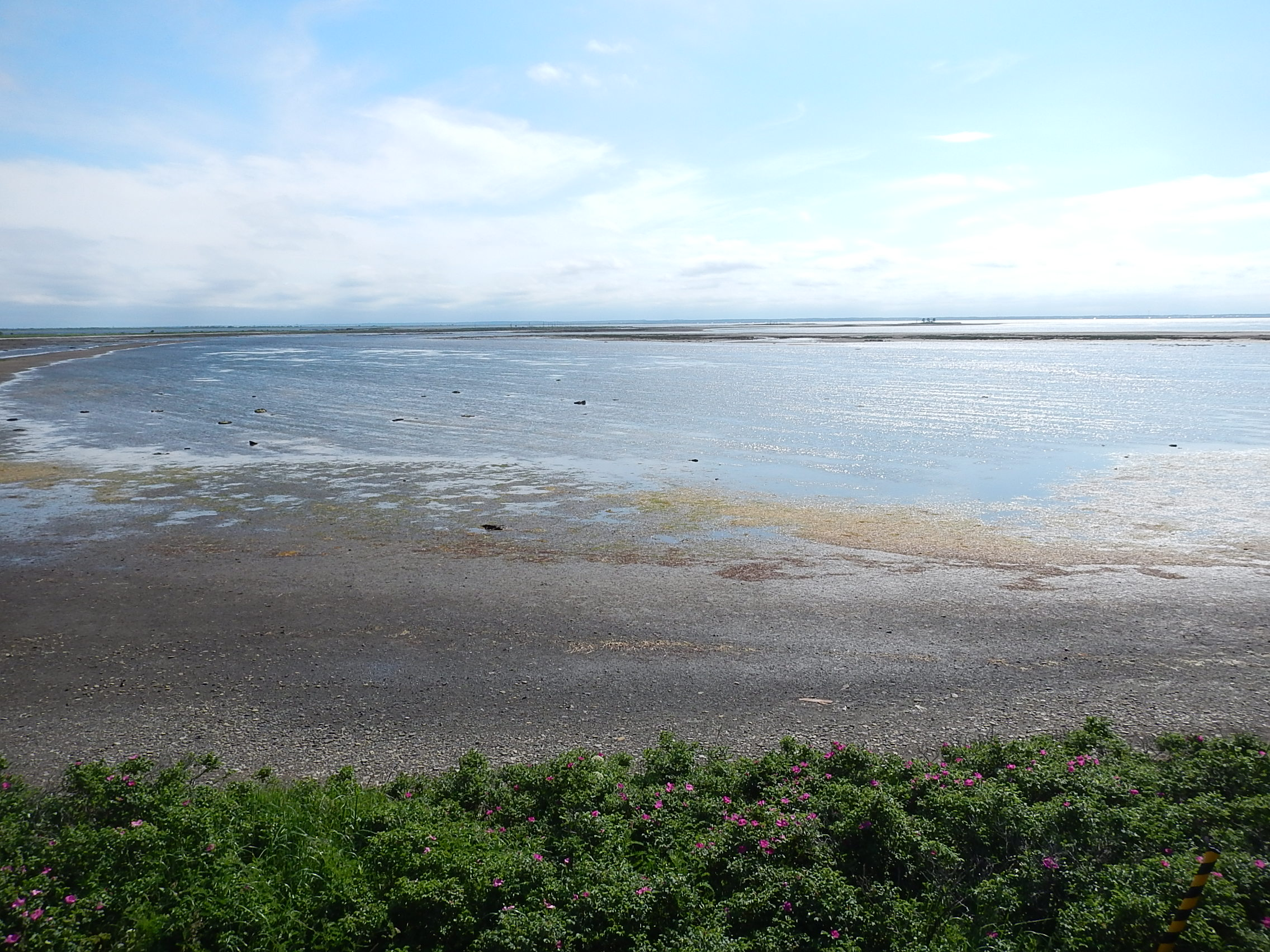
Zatoka Notsuke
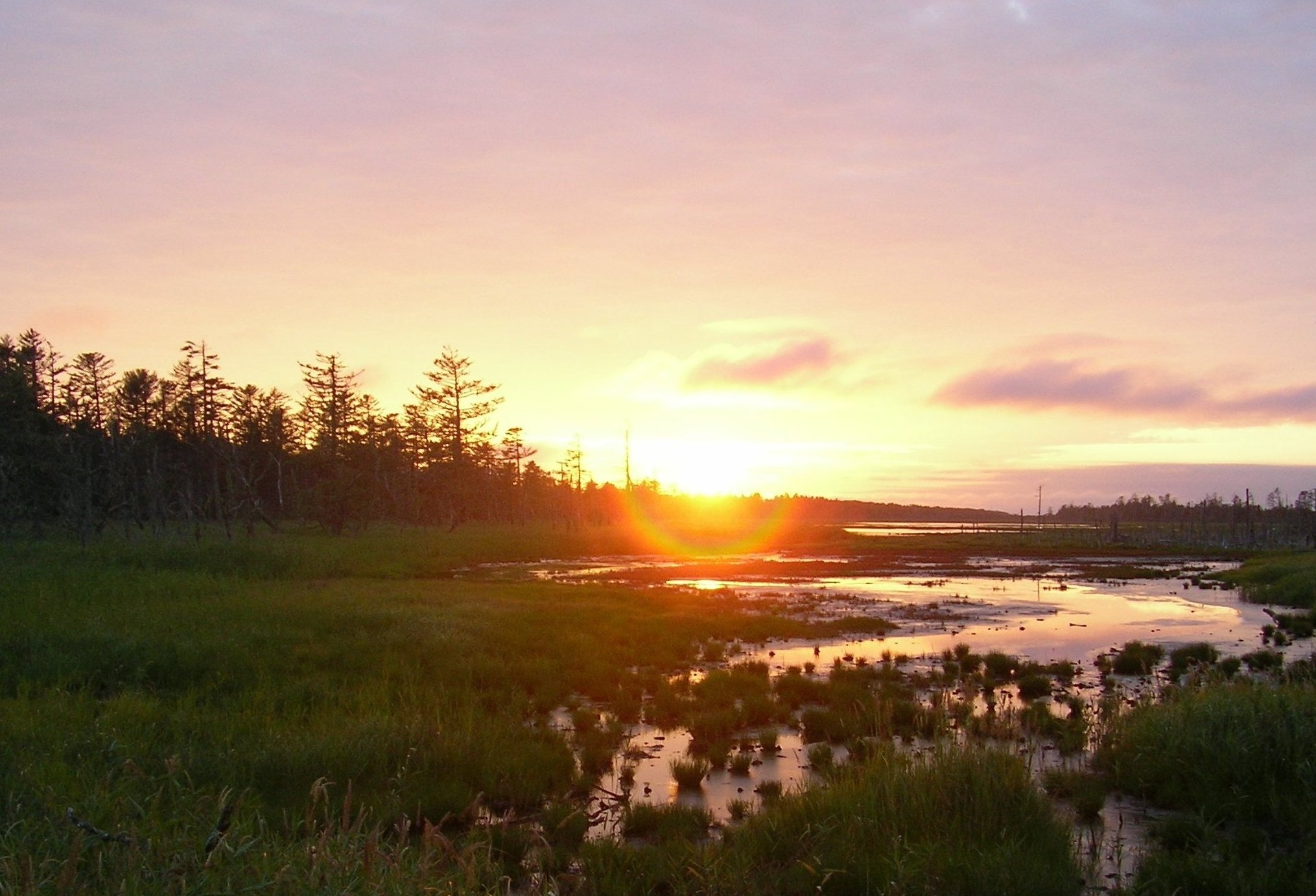
Zachód słońca nad Shunkunitai